# سولار ورلد
سولار ورلد (انگلیسی: SolarWorld) شرکت فتوولتاییک آلمانی است، که در سال ۱۹۷۵ تأسیس شد.